# Кьярини, Луиджи
Луи́джи Кьяри́ни (итал. Luigi Chiarini; 20 июня 1900, Рим, Лацио, Италия — 12 ноября 1975, там же) — итальянский теоретик кино, киновед, литературный и кинокритик, кинорежиссёр, сценарист и педагог.

## Биография
Получил юридическое образование. Как журналист начинал карьеру литературным критиком, но вскоре переключился на кинематограф. В 1935 году принимает деятельное участие в создании Экспериментального киноцентра в Риме, где вплоть до 1950 года был одним из его руководителей и профессоров. В 1935 году опубликовал свою первую работу по теории киноискусства. В 1937 году основал журнал Bianco e Nero, чьим главным редактором оставался до 1951 года. Писал сценарии, а как кинорежиссёр дебютировал в 1942 году («Улица пяти лун»). В 1952 году основал журнал Rivista del cinema italiano (возглавлял до 1955 года). В 1963—1968 годах — директор Венецианского кинофестиваля. Был одним из создателей итальянского неореализма.
Участник конкурсных программ 7-го («Актёр») и 10-го («Договор с дьяволом») Венецианских кинофестивалей.
Председатель жюри 5-го, 9-го, 20-го и 23-го Венецианских кинофестивалей, член жюри 14-го Каннского кинофестиваля.

## Избранная фильмография

### Режиссёр
- 1939 — Актёр / L’attore (к/м)
- 1942 — Улица пяти лун / Via delle cinque lune
- 1942 — Спящая красавица / La bella addormentata
- 1944 — Трактирщица / La locandiera
- 1947 — Последняя любовь / Ultimo amore
- 1950 — Договор с дьяволом / Patto col diavolo

### Сценарист
- 1940 — Грешница / La peccatrice
- 1942 — Улица пяти лун / Via delle cinque lune (по рассказу Матильды Серао)
- 1942 — Спящая красавица / La bella addormentata
- 1944 — Трактирщица / La locandiera (по одноимённой пьесе Карло Гольдони)
- 1950 — Договор с дьяволом / Patto col diavolo
- 1953 — Вокзал Термини / Stazione Termini (с Труманом Капоте, Чезаре Дзаваттини, Беном Хектом и Джорджо Проспери)
- 1953 — Мы — женщины / Siamo donne
- 1953 — Любовь в городе / L’amore in città
- 1957 — Семь фермеров / I sette contadini (к/м)
- 1960 — Да здравствует Италия! / Viva l’Italia! (по собственному рассказу)

## Сочинения
- Cinque capitali sul film. — Roma, 1941. (итал.)
- La regia cinematografica. — Roma, 1945. (итал.)
- Il film nei problemi dell’arte. — Roma, 1949. (итал.)
- Il film nella battaglia delle idee. — Milano—Roma, 1954. (итал.)
- Сила кино. (пер. с итал.) — М., 1955.